# Зелений Гай (село, Куп'янський район)
Зелений Гай — село в Україні, у Великобурлуцькій селищній громаді Куп'янського району Харківської області. Населення становить 73 осіб. До 2020 року орган місцевого самоврядування — Гнилицька сільська рада.

## Географія
Село Зелений Гай знаходиться на лівому березі річки Гнилиця, вище за течією примикає село Гнилиця, нижче за течією за 2 км розташоване село Аркушине. Поруч із селом знаходиться балка Вороний Яр.

## Історія
- 1750 — дата заснування.
- 12 червня 2020 року, відповідно до розпорядження Кабінету Міністрів України № 725-р «Про визначення адміністративних центрів та затвердження територій територіальних громад Харківської області», увійшло до складу Великобурлуцької селищної громади[1].
- 19 липня 2020 року, в результаті адміністративно-територіальної реформи та ліквідації Великобурлуцького району, село увійшло до складу Куп'янського району Харківської області[2].
- 24 лютого 2022 року почалася російська окупація села.
- 11 вересня 2022 року під час слобожанського контрнаступу Збройних сил України від російських окупантів звільнено населені пункти Великобурлуцької селищної територіальної громади[3].

## Економіка
- В селі є молочно-товарна та птахо-товарна ферми.

## Відомі люди
- Лідовська Тетяна Сергіївна (1913—1997) — Герой Соціалістичної Праці, похована у селі.
- Пасмур Ганна Василівна (1911—1999) — Герой Соціалістичної Праці.
- Сіренко Варвара Захарівна (1911—2000) — Герой Соціалістичної Праці, похована у селі.